# Campionato sudamericano maschile di pallacanestro 2006
Il 42º Campionato dell'America Meridionale Maschile di Pallacanestro (noto anche come FIBA South American Championship 2006) si è svolto dal 12 al 16 luglio 2006 a Caracas in Venezuela. Il torneo è stato vinto dalla nazionale brasiliana.
I FIBA South American Championship sono una manifestazione contesa dalle squadre nazionali dell'America meridionale, organizzata dalla CONSUBASQUET (Confederazione America Meridionale), nell'ambito della FIBA Americas.

## Squadre partecipanti
- Argentina
- Brasile
- Cile
- Colombia
- Uruguay
- Venezuela

## Classifica finale
| Pos | Squadra   | V-P | Formazione |
| --- | --------- | --- | --- |
|     | Brasile   | 3-1 | Brasile4 Arthur, 5 Manteiguinha, 6 Murilo, 7 Estevam, 8 Nezinho, 9 Paulão, 10 Duda, 11 Marcelinho Huertas, 12 Marcus Toledo, 13 Caio Torres, 14 André Bambu, 15 Felipe Ribeiro, All. Lula Ferreira |
|     | Uruguay   | 2-2 | Uruguay4 Castrillón, 5 Taboada, 6 Aguiar, 7 Morales, 8 Izuibejeres, 9 Charquero, 10 García Morales, 11 Osimani, 12 Izaguirre, 13 Silveira, 14 Borsellino, 15 Batista, All. Alberto Espasandín      |
|     | Argentina | 3-1 | Argentina4 Gianella, 5 García, 6 Calderón, 7 Lo Grippo, 8 Porta, 9 Ginóbili, 10 L. Gutiérrez, 11 Sandes, 12 J.P. Gutiérrez, 13 Quinteros, 14 Jasen, 15 Mainoldi, All. Sergio Hernández             |
| 4   | Venezuela | 2-2 | Venezuela4 Díaz, 5 Machado, 6 Mijares, 7 Lugo, 8 Aguilera, 9 Torres, 10 Guevara, 11 Barrios, 12 Romero, 13 Vallenilla, 14 Bayona, 15 Morris, All. Néstor Salazar                                   |
| 5   | Colombia  | 1-4 | Colombia4 Moreno, 5 Berrio, 6 Guevara, 7 C. Ordóñez, 8 Sanz, 9 Ortiz, 10 H. Ordónez, 11 Asprilla, 12 Teherán, 13 Rentería, 14 Restrepo, 15 Cañedo, All. Tomás Díaz                                 |
| 6   | Cile      | 0-3 | Cile4 Marechal, 5 Espinoza, 6 Mulligan, 7 Siegmund, 8 Díaz, 9 Carrasco, 10 Hernández, 11 Coro, 13 Méndez, 14 Cisternas, 15 Paris, All. Daniel Allende                                              |